# Patwa
Patwa (/patowa/) eller jamaican patois är en form av kreolspråk som talas på Jamaica eller av personer med jamaicansk härkomst i Kanada, Costa Rica, Dominikanska Republiken, Panama, Storbritannien och USA. Språket kallas även Jamaican creol English, och har sina rötter i den engelska som de slavar som bortfördes till slaveri från Västafrika – med olika modersmål – började tala på Jamaica. Kreolspråk har oftast utvecklats i regioner där ditförda slavar varit i stor majoritet i förhållande till den slavägande befolkningen, och Karibiens öar är exempel på detta. Där finns även kreolspråk baserade på franska och spanska.
Patwa blev allmänt känt genom den jamaicanska populärmusikens spridning över världen, även om de flesta sångare under 1970-talet och tidigt 1980-tal var så angelägna att nå ut med sina politiskt-religiösa budskap att de sjöng på standardengelska och även tryckte upp texterna på omslagen till skivalbumen. Det var i stället exportalbum från mikrofonartister benämnda toasters som spred "dialekten" (patois), som man allmänt kallade den. Idag är det toast-artisternas arvtagare, deejays, inom jamaicansk dancehallmusik som använder sig av patwa, inte minst för att den är kommersiellt gångbar utomlands. De allra flesta orden har engelskt ursprung, men har förändrats som "down" till dung, "can't" till cyaan, "ask" till "aks" och "there" till deh. Ett mångord är "fi" som bl.a. betyder "for", "to" och "ought", eller bara stoppas in på olika ställen. 
En sociolekt inom jamaicanskan, som egentligen är en reaktion mot patwan som ses som en rest av "slavmentaliteten", är rastafaritroendes nyord. Exempel på detta är overstand i stället för "understand" och de många I-orden (/ai-/), exempelvis I and I, I-man, ites, I-dren, irie, I-tal, Rastafar-I, etc. Rastafarianerna har dessutom importerat afrikanska ord, särskilt etiopiska, som inte fanns i "slavengelskan" eller "patwan" från början, som till exempel "yin" och "mas".